# Махалотли
Махалотли (цез. МаIхъалалI) — село в Цунтинском районе Дагестана, входит в состав Терутлинского сельсовета.

## География
Село находится в ущелье реки Черехна, на расстоянии 16 км к северо-западу села Цунта, административного центра района.

## История
В 1944 году село было ликвидировано, а население переселено в Веденский район. В 1957 году было восстановлено.

## Население
| 1939 | 1970 | 1989 | 2002 | 2010 | 2021 |
| ---- | ---- | ---- | ---- | ---- | ---- |
| 76   | ↗106 | ↗187 | ↗257 | ↗332 | ↗460 |

### Национальный состав
В селе проживают дидойцы.

## Инфраструктура
В 2012 году в селе было открыто новое двухэтажное здание школы.